# IC 1935
IC 1935 هو اصطدام مجري، يقع في كوكبة الساعة.

## روابط خارجية
- IC 1935 على موقع ويكي سكاي: DSS2, SDSS, GALEX, IRAS, Hydrogen α, X-Ray, Astrophoto, Sky Map, Articles and images